# Independența României (film)
Independența României: Războiul Româno-Ruso-Turc 1877 este un film istoric românesc realizat între 1911 și 1912. Acesta are drept subiect ilustrarea Războiului de Independență al României. Premiera a avut loc pe 1 septembrie 1912, la cinematograful „Eforie” din București.
Din distribuție au făcut parte actori ai Teatrului Național din București și ai celorlalte teatre din oraș. Cu toate neajunsurile tehnice și umane ale vremii, a făcut o impresie bună printre românii de pe ambele versante ale Carpaților. 
În 1933, ziarul „Cuvântul” a realizat o anchetă în legătură cu începuturile filmului românesc, publicată pe parcursul mai multor numere. În cazul peliculei „Independența României” ziaristul Quick (identificat de istoricul dr. Ion Cantacuzino ca fiind C. Zăgănescu) a publicat niște concluzii preluate ulterior în toate mediile, dar care se vor dovedi parțial false în urma unor revelații de la jumătatea anilor '80.
În 1985 pictorița Tanți Demetriade, urmașa actorului Aristide Demetriade, împreună cu istoricul de teatru Ionuț Niculescu, au descoperit într-un sertar vechi caietele ce cuprindeau scenariul filmului. Alături de alte scrisori și documente, ele aveau să arunce o lumină nouă asupra istoriei „Independenței României”.
În 2007, filmul (în lungime de 82 de minute) a fost lansat pe DVD de către TVR Media.

## Sinopsis
Filmul a fost realizat prin împletirea adevărului istoric cu elemente poetice ale poeziei lui Vasile Alecsandri (Peneș și Rodica, cei nouă și cu sergentul zece, etc.). 

Ostilitățile româno-turce

Acțiunea începe cu imaginea unui sat obișnuit, aflat în sărbătoare, în timp ce la București se decide, în Consiliul de Coroană, mobilizarea armatei. Hora sătească este întreruptă de apariția hotărârii de mobilizare. „Cei nouă și cu sergentul zece” pleacă la război, în timp ce femeile rămân în urmă cu inima frântă de necaz. În primele scene de război rușii sunt respinși iar, la primele ostilități dintre turci și români, artileristul Cobuz (unul din cei 10) este ucis. Se arată imagini din tabăra românească de la Poiana, apoi secvențe din trecerea Dunării. În tablouri succesive ne sunt prezentate bătăliile de la Plevna și Grivița, situația tragică din Valea Plângerii și din spitalele de campanie, în care regele și regina împart medalii muribunzilor, căderea Plevnei și predarea lui Osman. Înspre final, Peneș se întoarce acasă decorat, o companie rusească întâlnită pe drum dându-i onorul. Filmul se termină cu prezentarea unor secvențe reale, filmate la parada militară din 10 mai 1912, ca o punte peste ani.
În lumina cercetărilor de la sfârșitul anilor '80, s-a constatat că din filmul păstrat la A.N.F. lipsesc cca. 20 de minute. Au fost de atunci descoperite încă două scene: întâlnirea de la Poradim dintre Carol și țarul Alexandru al II-lea și ostilitățile româno-turce. Lipsesc însă fragmentele în care erau evocate debarcarea pe malul turcesc, cucerirea redutei Grivița I, o ambuscadă română, urmărirea unui convoi turcesc, Osman comandând armata sa la Plevna, moartea căpitanului Mărăcineanu, înlocuirea steagului turcesc — capturat de soldatul Grigore Ioan — cu cel românesc, pus de Peneș „sus, sus, pe parapete”. De asemenea, s-a stabilit existența unor fragmente filmate, care la montaj au fost eliminate din film (întâlnirea dintre Osman și Carol pe un drum, plecarea lui Osman după înapoierea spadei sale, o scenă ce necesita folosirea unui tren ș.a.).

## Realizarea filmului

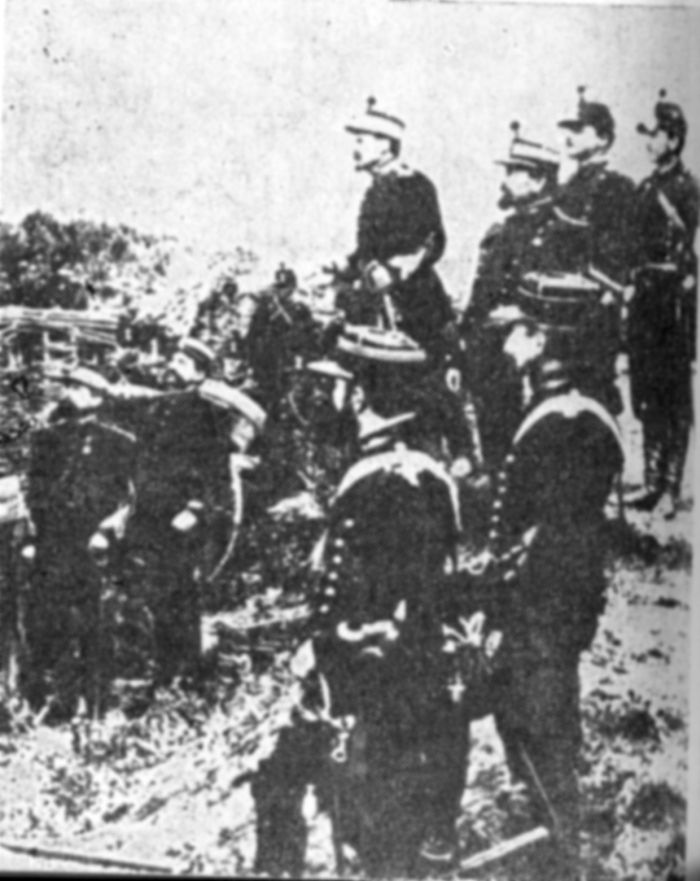
Ofițerii superiori ai Armatei Române, așa cum apar în film

Pentru a putea evalua obiectiv „Independența României”, trebuie mai întâi evocată situația generală a celei de-a șaptea arte din preajma lui 1912. 
Producțiile franceze ale vremii se situau în zona „filmului de artă”, încercând să reproducă limbajul teatral în film. Cele italiene realizau montări grandioase, împinse către zona ficționalului și a fanteziei. Piesele de rezistență ale repertoriului mondial, prezente la București în 1912 - 1913, erau „Dragostea reginei Elisabeta”, cu Sarah Bernhardt, „Din capriciile Regelui Soare”, „Mizerabilii”, „Cleopatra”, „2.000 de tablouri de William Shakespeare” și faimosul „Quo Vadis!”. Reconstituirile istorice sufereau de influența teatrală și erau realizate într-o manieră estetică ce aproape că nu mai avea legături cu autenticitatea.
Durata unui spectacol normal era de 45 de minute, asta nu însemna că un film dura atât, de obicei erau puse două sau mai multe titluri pe un afiș. Cercetătoarea germană Emilia Altentoch observa că media producției daneze era de 45 de minute, restul filmelor durând mult mai puțin (în Franța, spre exemplu, media nu depășea 20 de minute...). În S.U.A. era lansat „Oliver Twist”, primul film american ce însuma peste o oră de proiecție. În țările învecinate României, apariția filmul artistic autohton avea să mai întârzie. În Ungaria aceasta se întâmpla în 1913, însă sub auspiciile casei „Pathé”. Tot în același an debuta și cinematografia de ficțiune cehă. „Gaffo”, întâiul film grec, era realizat în 1914, iar un an mai târziu apăreau și primele producții bulgare și turcești. Toate însă erau melodrame ori comedii de strânsă anvergură.
Realizarea filmului „Independența României” apărea astfel ca dificilă și îndrăzneață, prin evocarea unor evenimente importante ce avuseseră loc cu 35 de ani în urmă (și la care mulți spectatori fuseseră martori) și prin anunțarea unei lungimi a filmului de 2 ore.

### Începuturi
La 1 decembrie 1911, revista „Rampa” anunță că „la noi, maestrul Nottara este pe cale să facă operă patriotică redând Războiul României pentru Independență, printr-un film, astfel ca generațiile de astăzi vor învăța istoria luptelor de la 1877, iar viitorimii îi va rămâne tabloul viu al vitejiei românești”. Anterior, se constituise o Societate cinematografică a actorilor Teatrului Național, ai cărei membri și acționari erau: Constantin Nottara, Vasile Toneanu, Nicolae Soreanu, Petre Liciu, iar la început și Iancu Brezeanu. Acestora li se adăuga mai târziu Aristide Demetriade. Societatea a mai fost numită în epocă și „Filmul războiului pentru independență”.
Societarii Teatrului Național au solicitat sprijinul material Ministerului de Război, acesta acordându-le o subvenție, precum și concursul Armatei Române pentru executarea scenelor militare. De asemenea, realizatorii filmului au mai primit finanțare și din partea Casei Regale, cei doi suverani români urmând a fi portretizați în film. Ulterior s-au raliat la producția filmului și Pascal Vidrașcu și Leon Popescu, a căror contribuție va fi tratată mai jos.
Una dintre primele dificultăți ale întreprinderii a fost apariția concurenței, care dorea crearea unui film cu același subiect. Directorul filialei bucureștene a casei de filme „Gaumont”-Paris, Raymond Pellerin, a înjghebat o echipă cu care urma să filmeze „Războiul din 1877-1878”. „Filmul”, făcut la repezeală cu o trupă de actori de mâna a doua și cu ajutorul generalului Constantinescu (comandant de divizie la Pitești, de la care s-a obținut figurația necesară scenelor de război), fusese programat a apărea pe ecrane la data de 29 decembrie 1911. Dar pelicula este vizionată în preziua premierei de către prefectul poliției din București. Acesta decide că acțiunea nu corespunde cu adevărul istoric, confiscă și ulterior distruge filmul. Mai mult, pelicula este interpretată ca improvizație subartistică și motiv de speculație comercială. Raymond Pellerin devine persona non grata și se vede chemat la Paris, iar generalul „colaboraționist” va fi mutat disciplinar într-o altă garnizoană.

### Producția

Pascal Vidrașcu, unul dintre primii producători

Producția în primă fază a aparținut Societății cinematografice a actorilor Teatrului Național din București. Delegații ale lor colindaseră instituțiile statului în încercarea de a atrage fonduri, având în cele din urmă succes. Cu banii obținuți astfel și împreună cu mici sume din buzunarul propriu s-a început lucrul la film. Spiritul de afacerist al lui Grigore Brezeanu iese la suprafață. El devine în scurtă vreme animatorul întregii echipe, cel care a știut să ducă mai departe întreprinderea abia înfiripată. Tot Brezeanu a repurtat succesul de a-i atrage în combinație pe următorii producători ai filmului: Pascal Vidrașcu și Leon Popescu.
Pascal Vidrașcu, născut în anul Independenței, era înrudit cu generalul Aslan, pe atunci secretar general la Ministerul de Război. Vidrașcu reușește prin relațiile sale să obțină colaborarea Armatei. Coroborând această informație cu aceea că pe 29 decembrie 1911 generalul Aslan primise în audiență delegația actorilor societari, pentru a discuta despre realizarea filmului, reiese că Vidrașcu intrase în echipă destul de repede după constituirea Societății.
Filmările încep în februarie 1912, pe când încă se mai lucra la scenariu. Pe 24 martie, „Gazeta Ilustrată” anunță că Leon Popescu „a primit să avanseze capitalul de 200.000 lei necesar antreprizei, fără să accepte vreun câștig”. După cum se va vedea, aceasta nu va fi ultima sa contribuție la realizarea filmului. „În același timp, — continuă «Gazeta Ilustrată» — d. N. Filipescu, Ministru de Răsboiu, apreciind utilitatea patriotică a antreprizei, în afară de o subvenție ce i-a pus la dispoziție, a ordonat ca ministerul de răsboiu să-i acorde sprijinul său pentru orice nevoie de trupe ce ar fi...”. Se vede astfel că relațiile lui Vidrașcu dăduseră rod. 
Pe 1 aprilie 1912 Petre Liciu moare, o dată cu el fiind înmormântată practic și Societatea cinematografică. Trei zile mai târziu, în timpul funeraliilor, pe panglica unei jerbe apărea scris „Societatea filmul de artă Leon Popescu”. Ceea ce mai rămăsese din vechea Societate cinematografică avea să fie înglobată rapid în noua corporație a lui Popescu.
Se pare că Grigore Brezeanu l-a „sacrificat” pe Vidrașcu, constrâns fiind de mijloacele financiare precare avute la dispoziție. O informație crucială despre situația filmului în acest stadiu a apărut după premieră, când Pascal Vidrașcu i-a intentat un proces lui Leon Popescu pentru a obține drepturi de coproprietar asupra „Independenței României”. Sentința nr. 1316 din 24 octombrie 1912 respinge solicitările reclamantului pe următoarele motive: „din actele depuse de pârât necontestate de reclamant, și anume procesul-verbal cu data de 23 mai 1912 dresat de membrii Soc. Film de artă între care figurează și reclamantul, se constată că filmul Războiul Independența Română care face obiectul procesului de azi a fost vândut pentru tot deauna pârâtului Leon Popescu pe preț de 100.000 lei cu dreptul de a-l exploata la București”. Așadar, prin procesul-verbal menționat în sentință Leon Popescu obținuse — ulterior terminării filmărilor, la 23 mai — dreptul de proprietate exclusivă asupra filmului, dar numai în Capitală. Tudor Caranfil consideră că acest pas fusese făcut în momentul în care se punea problema lucrărilor de laborator, destul de costisitoare. Vidrașcu va fi însă nemulțumit față de hotărârea instanței, introducând apel. Cauza s-a judecat cu mai multe amânări succesive.
Cea mai mare parte a bugetului producției a constat dintr-o sumă consistentă avansată de Leon Popescu (între două sute de mii și patru sute de mii de lei) în martie 1912, care s-a adăugat subvenției din partea ministerului de război, uneia din partea Casei Regale, precum și sumelor mai modeste provenite de la Petre Liciu, C-tin Nottara, Ar. Demetriade, N. Soreanu și V. Toneanu. În faza montajului, conform documentelor, Leon Popescu a mai avut de suportat niște cheltuieli suplimentare. Astfel, devizul total a fost apreciat la circa 400.000 lei.

### Scenariul

Scenaristul Petre Liciu

În ancheta din 1933, ziaristul Quick prezintă în facsimil o filă din scenariul – considerat pierdut – al filmului. Acesta era mai mult o listă:
VII. Sfințirea drapelelor.
VIII. intrarea regelui în biserică. 
XXIV. Linia a 2-a a rușilor care înaintează dinspre dealul Plevnei
V. Cobuz, cioban în Calafat. 
III. Plecatau 9 din Vaslui. 
I. Satul în sărbătoare.
XIX. Prezentarea steagului, sosirea regelui. 
XXVII. Peneș pe drumul de Costișe. 
XXIII. Atacul convoiului.
Mai mult, fila și scenariul erau considerate a-i aparține tânărului Grigore Brezeanu, deși, ulterior, Ion Cantacuzino a determinat faptul că scrisul îi aparține poetului Corneliu Moldoveanu, pe atunci secretarul producătorului Leon Popescu.
În pofida acestor presupuneri, documentele vremii spun altceva. Dintr-o scrisoare a lui Ar. Demetriade către C-tin Nottara, datată 6 aprilie 1912, reiese că scenariul „a fost alcătuit de noi (adică Demetriade și Nottara), împreună cu bietul Liciu.”
Coroborând aceste două informații, Ion Cantacuzino a concluzionat că scenariul a fost scris de către cei trei, posibil în colaborare cu Gr. Brezeanu și C. Moldoveanu.
Istoricul Tudor Caranfil, cel care a analizat și a publicat descoperirile din 1985, consideră că fila din 1933 nu este altceva decât „un plan de filmare”, ori mai degrabă „o listă de bobine în faza pregătitoare montajului”.
Se pare că cel care și-a asumat rolul de a scrie scenariul încă de la începutul întreprinderii a fost Petre Liciu. El era considerat drept un om cu o vastă cultură („cel mai cult dintre actorii noștri” - N. Iorga). Însă, în februarie 1912, Petre Liciu fusese țintuit la pat, în urma unei operații complicate efectuate pe 28 ianuarie. Rămas fără un rinichi (deși nu știa asta), actorul se arăta optimist în privința recuperării. A lucrat apoi febril la scenariu, timp de opt săptămâni, ilustrându-și caietul vișiniu cu imagini din volumul „Războiul nostru pentru neatârnare” al lui George Coșbuc. Scenariul se oprește în momentul în care soția lui Peneș își caută bărbatul printre răniți și este secerată de un glonte. „Jalea lui Peneș...”. Atât a mai apucat Liciu să scrie, înainte de a fi secerat de o nouă criză de rinichi. Operat din nou, în condiții insuportabile, Liciu nu rezistă bolii și, pe 1 aprilie 1912, trece în neființă.
Sarcina terminării scenariului a fost preluată de către Aristide Demetriade care, în plus, a adnotat și refăcut anumite scene din lucrarea lui Liciu, incluzând aici și rescrierea șase ori a primii scene pentru a corespunde viziunii artistice pe care și-o dorea acesta. Caietul conține schițe, episoade care nu au mai apărut în film (fie datorită imprimării proaste, fie datorită jocului nesatisfăcător), precum și indicații de continuitate, menite să lege scenele în urma montajului.
Totuși, la 8 aprilie 1912, Demetriade se plângea lui Nottara că, în fierbințeala lucrului, „nu se mai ține seama de scenariu”. Din cauza aceasta, anumite scene au fost refăcute. Constantin Nottara l-a sfătuit pe Demetriade să respecte întocmai adevărul istoric și acțiunea din poeziile lui Alecsandri. Ca urmare a acestor îndemnuri, au fost eliminate morțile melodramatice sortite lui Peneș ori Rodicăi în primele variante ale scenariului.

### Regia

Producătorul Gr. Brezeanu și regizorul Ar. Demetriade

Ancheta din 1933 îl prezintă pe Grigore Brezeanu drept regizor al filmului, fără însă ca vreun document al epocii să susțină această teză. Cu toate acestea, ea a fost acceptată — de cele mai multe ori fără îndoieli — de către monografiile ulterioare.
Între hârtiile descoperite în 1985, Brezeanu nu figurează nicăieri ca regizor. Dimpotrivă, ele arată că Ar. Demetriade își asumase o bună parte din regie. În caietul vișiniu se observă că, în vreme ce Liciu nara acțiunea, Demetriade o transpune acum vizual, în cadru. Scenariul se transformă încet-încet în caiet de regie. În ultimă instanță, Demetriade descoperă posibilitățile montajului alternativ, asumându-și atât regizarea cât și, ulterior, montarea fizică a acestor scene. Tot aceste documente, însă, arată că Demetriade nu a avut controlul complet asupra filmului. Deseori, în caietele de regie apare notată sintagma „conform celor stabilite de domnii ofițeri”. Reconstituirile militare au fost lăsate în grija cadrelor militare, unele scene din film purtând o pronunțată amprentă a exercițiului de manevră. „Gazeta Ilustrată” îi prezintă chiar și pe ofițerii care au realizat aceste întreprinderi: „locotenent-colonelul Scărlătescu, căpitan Tomița Dumitrescu și locotenent Aslan”. La reconstituirea scenelor de asalt au participat și consultanți, oameni care cu 35 de ani în urmă luptaseră pe front împotriva otomanilor.
Neveridicitatea anumitor scene — mai ales a celor în care nu a avut controlul acțiunii — l-au nemulțumit profund pe Demetriade, care îi scria lui Nottara: „...decât să am o necuviință, mai bine tac...”
Demetriade a creat însemnări de lucru, ce conțineau și necesitățile filmării, pentru fiecare zi, din care s-au păstrat câteva. Astfel s-a putut reconstitui un calendar parțial al filmărilor: 8 aprilie — „Valea Plângerii”, 12 aprilie — un episod de bătălie, 13 aprilie — o scenă de spital:
„— Vineri 13 aprilie, ora 8 p.m
40 de soldați răniți — cu bonete în cap albe.
8 paturi în baracă spital complete
4 doctori țivili cu uniforma de spital
Regina și opt doamne — la cap cu voal lung pe spate.
Pansamente, instrumente de chirurgie și cele necesare unui spital. Feșile cu crucea roșie pentru brațe: 15
Peneș—Teodoru care moare în spital.”

### Imaginea

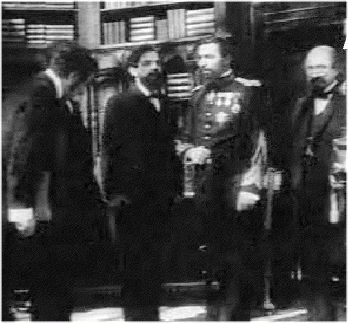
N. Soreanu a apreciat calitatea imaginilor de interior. În cadru: I. C. Brătianu, Carol I, M. Kogălniceanu

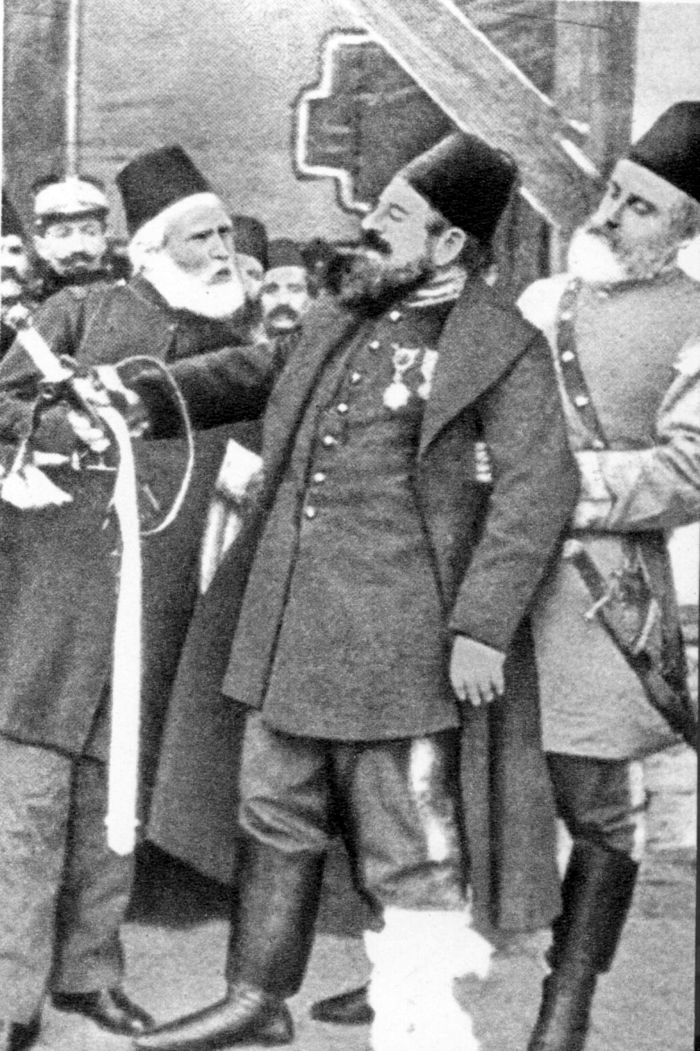
Constantin Nottara în rolul lui Osman Pașa. Aici se află cadrul întreg

Istoricii cinematografului românesc au socotit că operatorul aparatului de filmat fusese francezul Franck Daniau-Johnston, fără a avea însă o dovadă materială a acestei presupuneri. Mai mult, s-a opinat că Grigore (mai apoi s-a spus că Iancu) Brezeanu, împreună cu Leon Popescu, s-ar fi deplasat la Paris, de unde s-au întors împreună cu operatorul Daniau-Johnston, două aparate de filmat sistem „Prevost”, o mașină de copiat și alta de perforat.
În revista umoristică „Furnica”, din 12 aprilie 1912, George Ranetti a publicat un articol despre evenimentele de pe platoul de filmare de la Cotroceni. El relatează despre existența „unui francez adus din inima Parisului, care, în timpul acesta, învârtește de foc manivela unui aparat fotografic, de parcă ar cânta cu flașneta”, însă nu menționează numele său. În 1925, Marcel Blossoms opina, pentru periodicul parizian „Ciné-Magazine”, că „francezul Damian a instalat laboratorul lui Leon Popescu”. Dar, tot în articol, recunoștea că informațiile nu proveneau de la o sursă directă, ci tot din revista aceea, care publicase cu câțiva ani mai înainte o fișă biografică a operatorului respectiv. Fie că acel Damian era o formă stâlcită a lui Daniau ori nu, dosarul unui conflict judiciar dintre Leon Popescu și Daniau-Johnston arată că acesta din urmă fusese angajat, împreună cu monteuza Paula Cambon, după 24 ianuarie 1913, adică la 5 luni după premiera Independenței României.
Istoricul de cinema Tudor Caranfil își pune întrebarea de ce Leon Popescu a suportat o costisitoare călătorie la Paris, împreună cu echipa de producție și montaj, când ar fi avut tehnica necesară la București. De asemenea, el pune la îndoială călătoria lui Iancu Brezeanu în Franța, căci aceasta ar fi intervenit la începutul stagiunii; în plus, marele actor se retrăsese din Societatea cinematografică înainte ca turnarea filmului să fi început.
În octombrie 1925, Nestor Cassavan îl combătea pe Blossoms în revista sa, „Cinema”, susținând că francezul care realizase filmările fusese un anume Indigues. Ancheta din 1933 a avut alte surse de informare, dar l-a indicat drept operator tot pe Indigues (ortografiat greșit „Indiques”).
Deoarece documentele epocii nu indică vreun nume, părerile încă rămân împărțite între istorici.
Un fragment dintr-o scrisoare de la Paris a lui Ar. Demetriade către soția sa, în care se spunea că multe scene au fost prost imprimate și deci au ieșit în faza montajului, l-a făcut pe istoricul Tudor Caranfil să presupună că ar fi existat doi operatori, dintre care unul cu mai puțină pregătire.
Imaginile din film sunt "teatrale", fiecare cadru (mică subdiviziune a acțiunii filmului) reprezentând o succesiune continuă de imagini înregistrate în timpul unei singure reprize cuprinse între pornirea și oprirea aparatului de filmat, nu există nici folosirea planurilor cinematografice și datorită tehnicilor cunoscute la acea vreme, nici transfocare (traveling optic). Panoramările sunt foarte rare. Încadratura (sau facerea cadrului) suferă uneori în selectarea și delimitarea în spațiu a zonei corespunzătoare a imaginii din film (în tabloul „Țintuirea drapelelor” toată acțiunea se desfășoară în partea stângă a imaginii), dar are și elemente inspirate (la trecerea Vidului, confruntarea de pe pod ce a fost surprinsă în partea superioară a imaginii, se reflectă artistic în apă). Mișcările tactice ale trupelor conferă planului secund o mobilitate permanentă, rezultând frumoase compoziții de diagonală.

### Distribuția

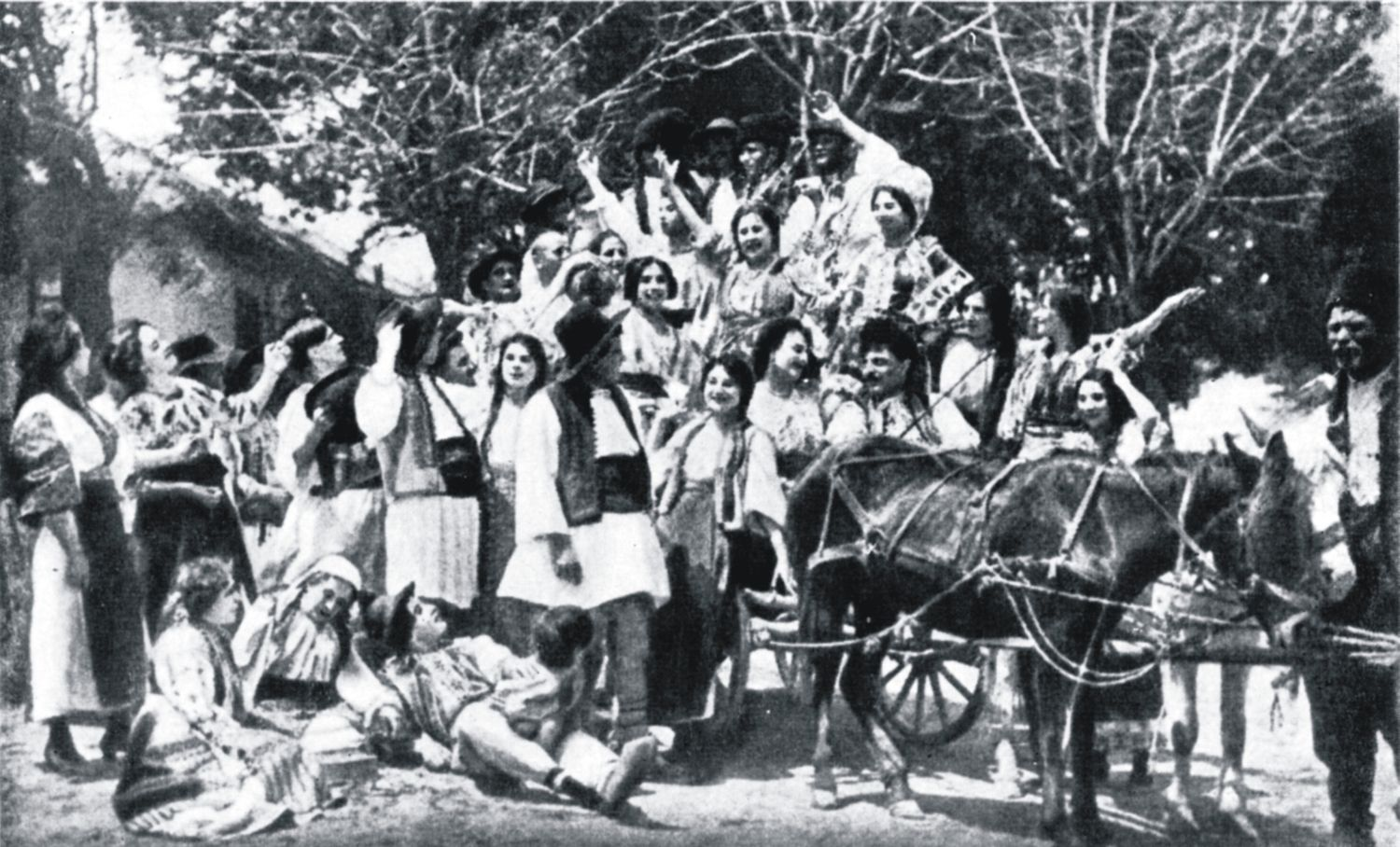
Actorii prezenți în primele scene ale filmului

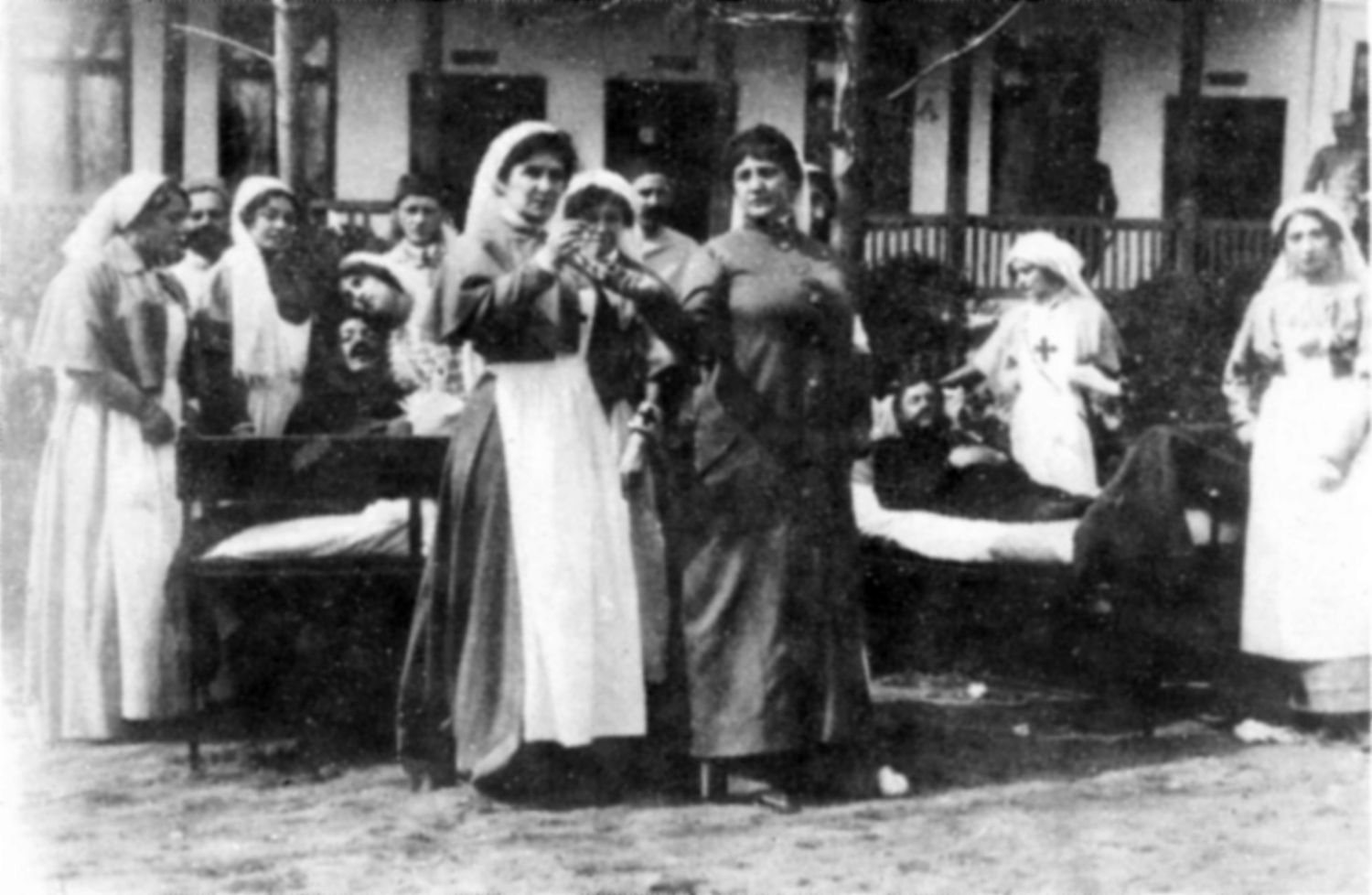
Doamnele de la Crucea Roșie

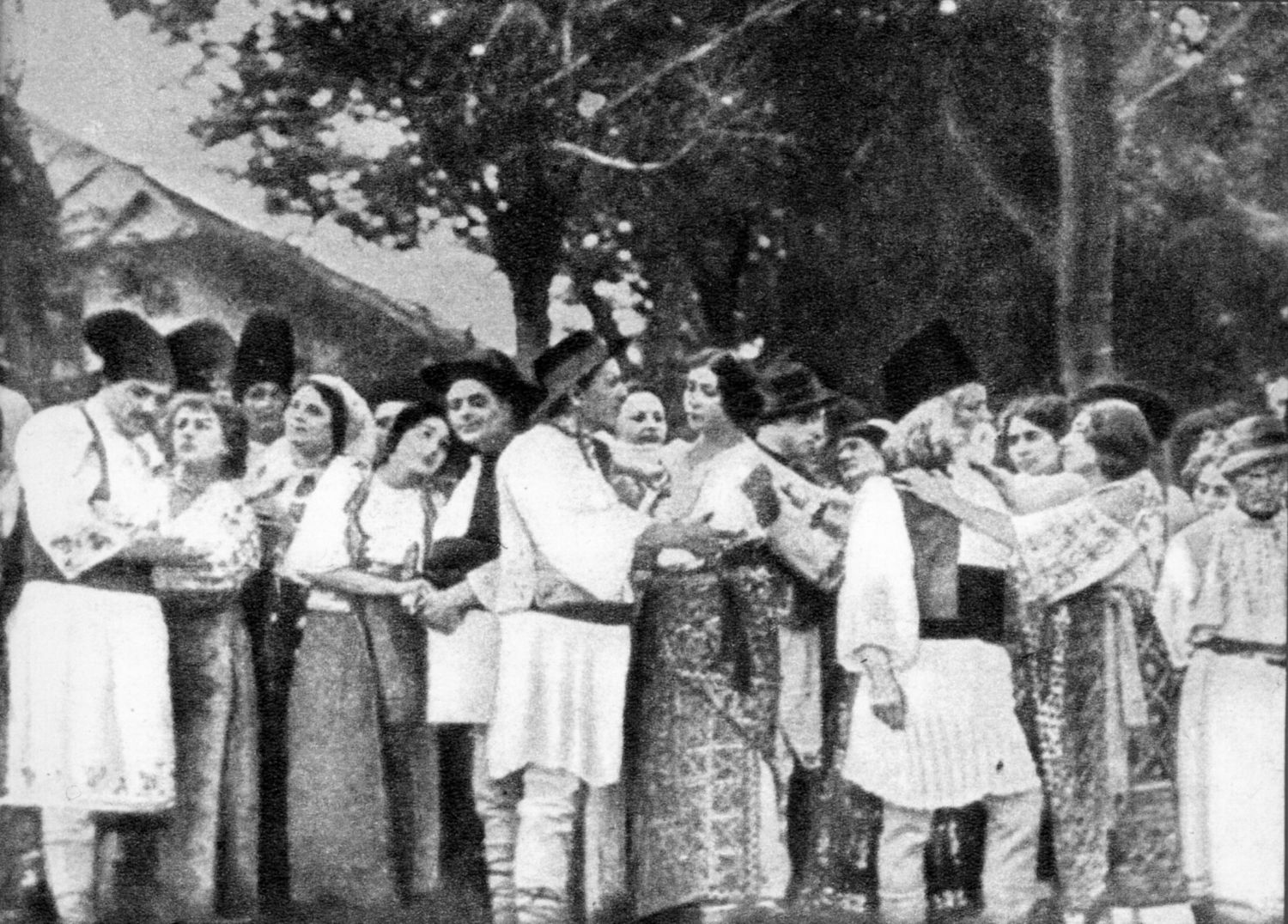
Scena despărțirii. De la stânga: A. Athanasescu, J. Metaxa-Doro, A. Mărculescu, N. Soreanu, V. Toneanu, M. Filotti, Gh. Ciprian, A. Luncescu

Schițe de distribuție fuseseră alcătuite încă de la începutul scrierii scenariului, de către Petre Liciu, acesta notând: „Peneș: T. Bulandra; Catrina: T. Barbu; moșul: I. Petrescu...”.
Demetriade a realizat și el câteva variante, în cele din urmă ajungând la cea finală. Datorită însemnărilor lui, s-au putut identifica anumiți actori ce inițial nu au fost recunoscuți, sub măștile atât de veridice create de Pepi Machauer. Astfel, M. Vîrgolici a fost interpretul lui Ion C. Brătianu, C. Nedelcovici a fost gen. Manu, M. Țancovici-Cosmin — col. Berindei, Gh. Melișeanu — col. Anghelescu, N. Bulandra — col. Cerchez, I. Merișescu — gen. Davilla. Alte distribuiri, care nu apar nici în însemnările lui Demetriade, rămân o enigmă (d. ex. col. Candiano-Popescu). Rolul domnitorului Carol I a fost luat de chiar Aristide Demetriade, iar doamna Elisabeta a fost jucată de către soția acestuia, Constanța. Constantin Nottara a primit rolul lui Osman Pașa. Pepi Machauer, priceputul machior al Teatrului Național, l-a interpretat pe țarul Rusiei, Alexandru al II-lea.
Protagoniștii principali ai filmului, Peneș Curcanul și soția lui, Rodica, au fost interpretați de către Aurel Athanasescu și Jeni Metaxa-Doro. Inițial, aceste roluri fuseseră rezervate altor actori (Tony Bulandra și T. Barbu, după cum dorea Liciu), dar probabil că aceștia nu fuseseră disponibili la momentul filmărilor. În cazul lui Peneș, documentele descoperite în 1985 menționează, de mai multe ori, pe un anumit Teodoru: „Peneș-Teodoru care moare în spital”, etc. Motivul pentru care acesta era prezent în indicații a ridicat un mare semn de întrebare istoricului Tudor Caranfil. Singura explicație pe care a găsit-o a fost că, în scenele generale, unde Peneș este mai mult ghicit decât identificat, Teodoru l-ar fi dublat pe Athanasescu. Necesitatea unei asemenea fapte o găsește într-una din precizările lui Ioan Massoff: în cursul anului 1912 Athanasescu se împușcase din imprudență în plină scenă. Plecând de la premisa că pistoalele folosite în teatru au gloanțe oarbe, Caranfil se întreabă dacă acest incident nu s-a petrecut pe platoul de filmare. De asemenea, el menționează că, la 24 februarie Athanasescu îl juca pe Laert, iar la 16 aprilie pe Chiriac din „O noapte furtunoasă” — ambele în timp ce filmul se turna din plin.
Distribuția a fost completată de alți actori români, unii fiind chiar retrași din viața artistică: Ion Niculescu (M. Kogălniceanu), Ion Dumitrescu (gen. Cernat), Constantin Orologea (gen. Todtleben), Tudor Popescu (adjutantul țarului), Gheorghe Ciprian (moșul), Alexandru Mihalescu, Achile Popescu (doctori), Aristizza Romanescu, Agepsina Macri, Maria Ciucurescu, Sonia Cluceru, Maria Filotti, Elvira Popescu, Ecaterina Zimniceanu, Olimpia Bârsan, Nelly Santa, Angela Luncescu, Lulu Cruceanu (sătence sau surori de caritate). Însă, din cele aproximativ 50 de scene ale filmului, cele de prim-plan și joc sunt mai puțin de 20, restul fiind secvențe de bătălie, realizate cu figurație. Astfel, de cele mai multe ori, marii actori apăreau în scene episodice, ori în planuri generale: Nicolae Soreanu și Vasile Toneanu erau flăcăi de țară, iar Iancu Brezeanu un țăran, în primele scene; Ar. Romanescu apărea într-un grup de doamne de la Crucea Roșie etc. 
Scenele de luptă au avut ca protagoniști și cadre militare (aproximativ 80.000 de oameni în total). Alte surse ale vremii menționează și aportul figurației civile, anume articolul din revista umoristică „Furnica”.

### Filmările

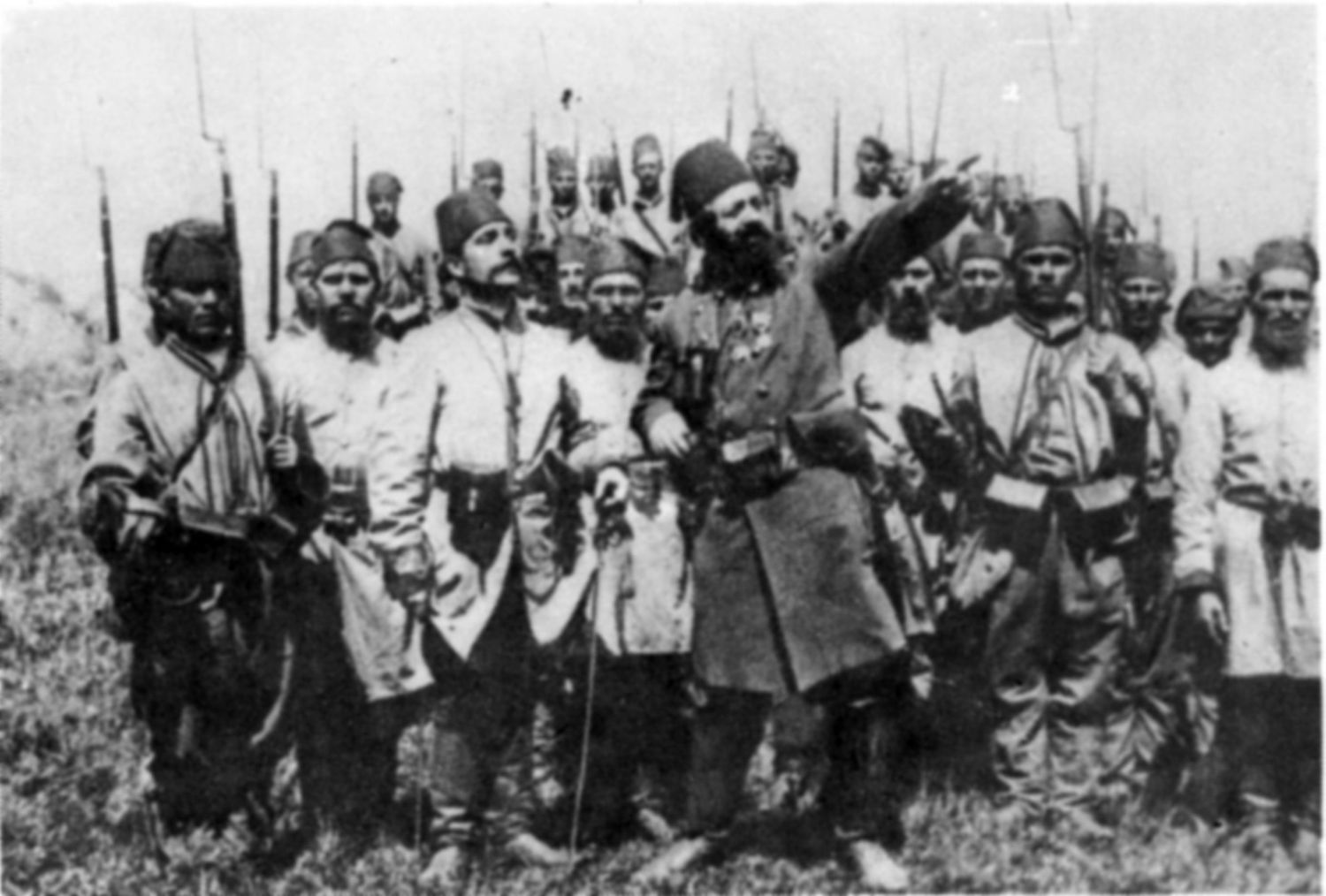
Osman Pașa dând indicații tactice. A se observa cum unii figuranți se uită înspre cameră.

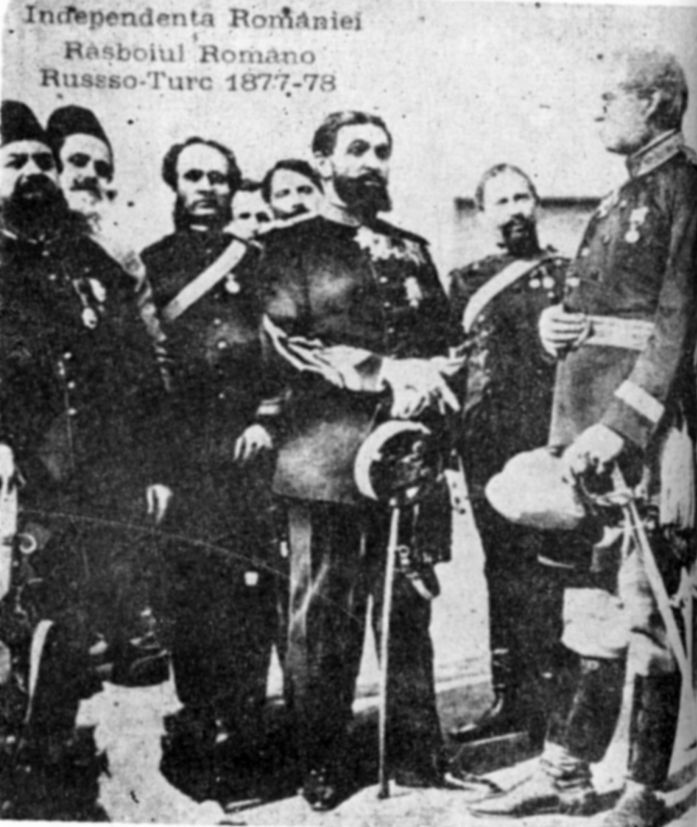
Ar. Demetriade și P. Machauer în rolurile domnitorului Carol I respectiv a țarului Alexandru al II-lea

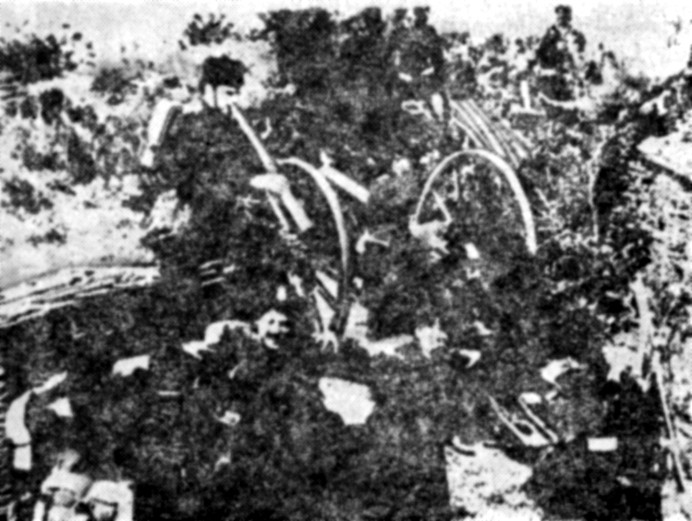
Imagine din film

Filmările au avut loc inițial împrejurul Bucureștiului (la Cotroceni, Herăstrău, Ciurel, Bolintin, Băneasa, Otopeni etc.), apoi la Brăila și Măcin (unde pionierii din armată au construit un pod peste Dunăre) și în cele din urmă la Turnu Severin.
Primul tur de manivelă a fost dat în februarie 1912, filmarea fiind terminată în jurul datei de 20 mai. La 24 martie 1912, „Gazeta Ilustrată” își anunța cititorii că „de vreo lună, pe platoul de la Otopeni se reprezintă luptele de la Grivița și Plevna”. În martie fusese filmată trecerea Dunării, la Măcin, iar la începutul lui aprilie, după nefericitul incident cu Liciu, se reluă acțiunea, fiind filmate Valea plângerii și chinurile răniților. Anterior acestei date a fost fixată pe peliculă întâlnirea dintre Osman Pașa și Carol I, însă jocul actorilor nu a ieșit potrivit dorințelor lui Demetriade. Drept urmare, secvența a fost refilmată în aprilie; totuși a fost ulterior înlăturată la montaj.
O altă secvență „tăiată” la final a fost aceea în care Osman, după ce îi era înapoiată spada, pleca spre captivitate. Operatorul Eftimie Vasilescu povestea cum această scenă fusese filmată în fața unei case din București, pe unde treceau și niște șine de tramvai. Pentru a le camufla, strada a fost acoperită cu paie. Tudor Caranfil își pune întrebarea dacă acestea nu vor fi rămas vizibile totuși, necesitând eliminarea scenei la montaj. 
Una dintre anecdotele filmului îl vizează tot pe Osman-Nottara. Se spune că în momentul predării, Osman trebuia să rostească niște cuvinte pline de amărăciune. Nottara a improvizat o turcă atât de expresivă, încât toți actorii și figuranții au izbucnit în râs. Scena a trebuit să fie filmată din nou, într-o epocă în care „dubla” era un lucru neobișnuit.
Personajele lui Alecsandri aveau rolul de a cristaliza un joc cinematografic specific. Deși unele gesturi sunt convenționale, de operetă (spre exemplu, pentru a-și exprima durerea în primele tablouri, Jeni Metaxa-Doro își duce mâna la inimă, apoi la tâmplă), anumite scene atrag atenția prin jocul expresiv: aproape de finalul filmului, Peneș intră în cadru șchiopătând și fiind susținut de Rodica. Din cauza durerii, Athanasescu îngenunchează, actul reprezentând totodată și un tablou simbolic: o închinare în fața altarului posterității.
Un rol important în filmări l-a avut Armata. Tablourile în care aceasta e prezentă au fost controlate de către ofițeri și nu de Demetriade, fiind realizate într-un alt stil. În multe scene este prezent exercițiul de manevră militară (antagonic cu momentele agitate ale războiului), iar uneori ele înfățișează și elemente vizibil neveridice. Astfel, trebuind să captureze o santinelă, ostașii români operau asupra unui manechin de poligon. 
În opinia lui Tudor Caranfil, regizorul filmului a subapreciat importanța repetițiilor de dinaintea filmării. Astfel, figurația se prezintă slab, mulți dintre componenți uitându-se la cameră și zâmbind în momentele cele mai dramatice ale acțiunii. Un reportaj din revista „Furnica” (ediția 12 aprilie 1912) prezenta câteva evenimente din timpul filmărilor: „în goana mare, caii se năpustesc sforăind asupra «convoiului turcesc». Ba unii armăsari, neputând fi stăpâniți la timp, s-au ridicat, nechezând, pe picioarele dinapoi, proptindu-se cu cele dinainte pe coviltirele căruțelor. Înspăimântați, «soldații turci» au rupt-o la fugă [...] Cărăușii, cărora li se recomandase multă «rezistență», s-au risipit ca puii de găină, unii ascunzându-se pe sub căruțe, alții căutând adăpost sub burțile cailor”. Eftimie Vasilescu, prezent la Măcin, a povestit o altă întâmplare legată de nestăpânirea suficientă a figurației (fie ea chiar din rândurile soldaților). În tabloul în care armata turcă se retrage în dezordine peste râul Vidin trebuia ca anumiți voluntari să sară «disperați» de pe pod, în apă. Din nefericire, prima încercare s-a soldat cu o accidentare, ostașul respectiv sărind prea aproape de stâlpii podului. Alți voluntari întârziau să apară iar soarele stătea să apună, spre disperarea regizorului și a operatorului de imagini. Actorul Ion Merișescu, îmbrăcat în uniforma generalului Davilla, a avut însă prezența de spirit să-și îmbărbăteze soldații: „nu vă fie teamă, vitejii mei! săriți nițel mai la dreapta...”. Așa cum a fost ea păstrată, scena a ieșit în cele din urmă spectaculos.
Un tablou recent descoperit este cel al „Ostilităților”. În acesta se arată ofensiva cavaleriei române, surprinsă din spatele primei linii turcești. După ce întâiul val de călăreți este respins — unii dintre actori dovedind reale aptitudini pentru cascadoriile cu cai — al doilea val vine și mai furtunos, măturând frontul turcilor. Următoarea scenă este legată logic prin montaj de cea precedentă: turcii rămași se adăpostesc în sat, fiind urmăriți de cavaleria îndrăzneață. „Atacul, ca și mișcarea mulțimilor sunt admirabil compuse”, remarcă Tudor Caranfil.
„Interioarele” au fost filmate în curtea Teatrului Liric, la lumina soarelui (pentru că nu-și puteau permite reflectoare, ori acestea nu erau disponibile). Deși pentru fundaluri au fost folosite decorurile de pânză pictată ale teatrului, ele apar veridice pe peliculă. Această constrângere materială a dat însă naștere și la tablouri distonante. Spre exemplu, în scena consiliului de la Poradim, interiorul bivuacului princiar este tapisat numai cu rafturi de cărți.
Finalul filmului a fost căutat cu înfrigurare de către Demetriade, așa cum se poate observa în scenariul său. Inițial, dorea reprezentarea alegorică a României, descătușată prin forța armelor și cu brațele ostașilor. Totuși, se pare că ideea finalului care există pe peliculă a venit din partea lui Grigore Brezeanu. La 10 mai 1912, acesta deschidea cinematograful de vară „Rex”, în care prezenta publicului, printre altele, și „Serbarea de Zece Mai”. Tudor Caranfil o consideră drept soluția cea mai economică și mai neglijent filmată a producției. Astfel, ca o punte peste ani, la final era prezentată parada de 10 mai din București. 
Filmul fusese terminat la timp pentru plecarea în Franța.

### „Rostirea”

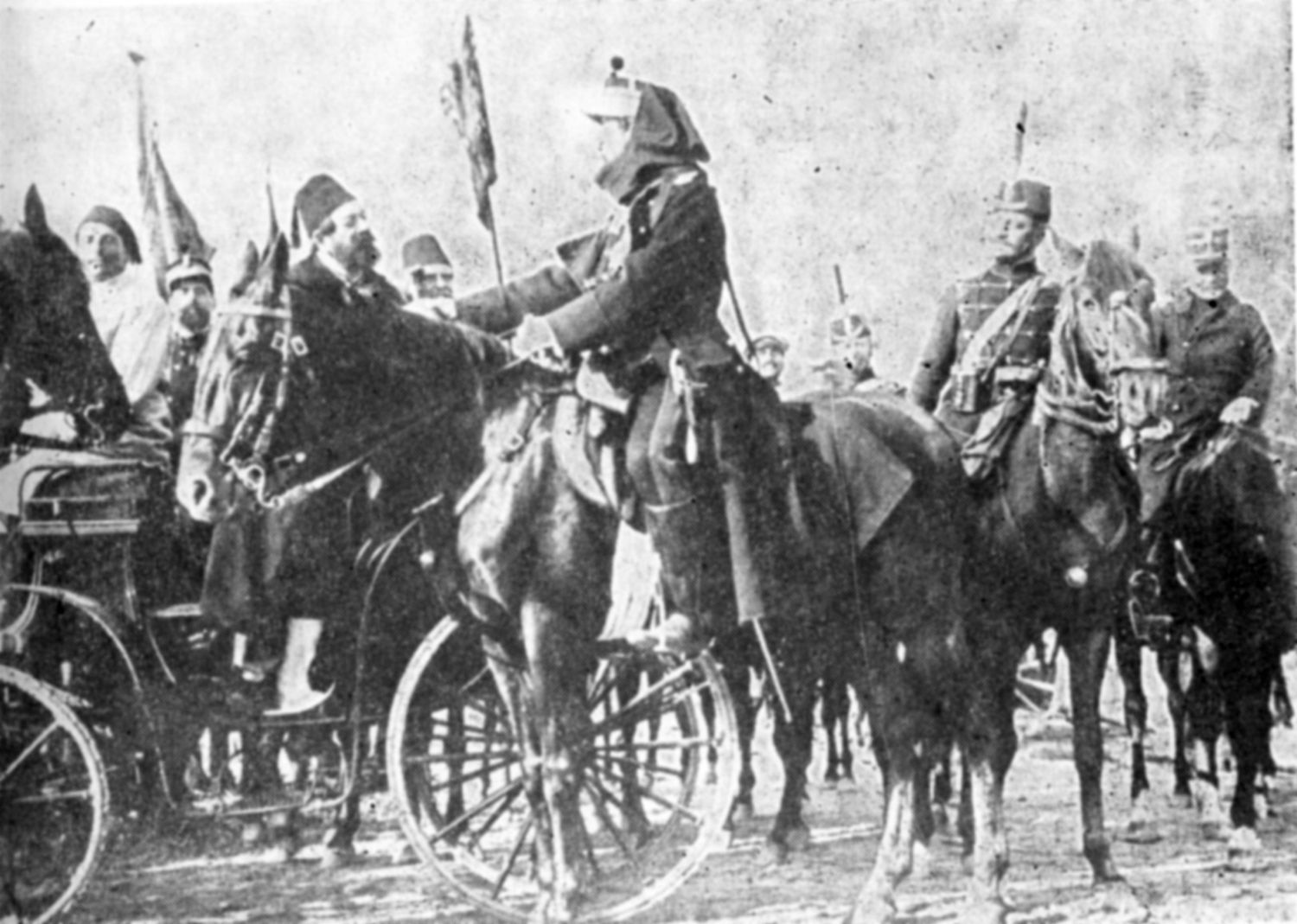
O scenă scoasă la montaj: întâlnirea dintre Osman și Carol, pe un drum. Vizitiul comandantului turc privește înspre cameră...

O dată terminate filmările, pe 26 mai 1912 o echipă formată din Leon Popescu, Aristide Demetriade, Grigore Brezeanu, Vasile Toneanu și Pascal Vidrașcu a plecat la Paris, în căutarea unei case cinematografice care să le developeze bobinele și să le asigure condițiile necesare montajului, inserării titlurilor și verificării finale. Această etapă a producției a fost pe deplin conturată din scrisorile lui Ar. Demetriade trimise soției sale. Astfel, la 30 mai/12 iunie echipa vizitase casele „Gaumont”, „Lux” și „Alter ego”, iar în ziua următoare casa „Pathé”. În cele din urmă au acceptat oferta casei „Alter Ego”, care pentru toate operațiile de editare enumerate mai sus cerea 0,55 Fr/metru.
La 1/14 iunie, Demetriade mărturisește că peste două zile speră să poată vedea tot pozitivul, pentru ca mai apoi să se poată apuca de montaj. Într-adevăr, la 7/20 iunie, actorul scrie fericit că „în sfârșit am terminat cu rostirea scenariului. Am aranjat și lipit scenă cu scenă și le-am pus titlurile așa cum trebuia, ca să poată înțelege toată lumea. [...] După sfaturile tuturor, am redus lungimea la vreo 2.000 de metri. Am fost siliți și de faptul că multe erau rău imprimate”. Se cunosc doar câteva scene filmate care nu se află în varianta finală a filmului, ele fiind enumerate și descrise mai sus. A doua zi, Leon Popescu a plecat cu acea primă copie în țară, iar echipa rămasă la Paris a fost vizitată de către o delegație rusească. Aceștia au solicitat 20 de copii a 1.500 de metri fiecare, oferind 2,50 Fr/metru. Demetriade a pregătit o listă de montaj („La bande spéciale pour la Russie”) în care sunt incluse toate tablourile filmului cu metrajele corespunzătoare și, pentru a reduce lungimea, a marcat cu X scenele menite spre ștergere. Negocierile au durat vreo opt zile (în mare parte pentru că nu aveau ce să le arate deocamdată) dar, neprimind de la București acceptul lui Popescu, Demetriade se vede nevoit să îi refuze pe ruși.
În această vreme, Demetriade și echipa lucrează la varianta filmului pentru străinătate, ce trebuia să aibă între 1.000 și 1.200 m. Sunt trimise telegrame către reprezentanți străini, pentru a-i invita să cumpere copii. De data aceasta, însă, lucrul nu mai merge atât de ușor ca în cazul primului exemplar. La 16/29 iunie Demetriade mărturisește cu necaz că a stat toată ziua singur să lucreze, titlurile fiind puse anapoda. A doua zi situația nu era mai îmbucurătoare, actorul exclamând exasperat: „cu filmul nu cred că mai terminăm!”.
Oferte tentante au mai primit și din partea casei Pathé, care solicitase inițial 25 de exemplare a 1.500 metri bucata, cu prețul de 3,25 Fr/metru, iar ulterior doar 15 bucăți la 3 Fr/metru. Demetriade se lovea de tărăgănările casei „Alter Ego” și răspunsul tranșant al lui Leon Popescu: „se tratează la București!”. 
Pusă în imposibilitatea de a vinde un exemplar măcar, echipa se vede nevoită să se întoarcă în țară. Grigore Brezeanu face un ocol prin Berlin, iar Aristide Demetriade se îndreaptă, extenuat și dezamăgit, spre băile de la Lamalou.
Istoricul Tudor Caranfil remarcă plasticitatea termenului pur românesc „rostire”, regretând faptul că acesta a fost uitat pentru a fi înlocuit ulterior cu împrumutul franțuzesc „montaj”.

## Premiera

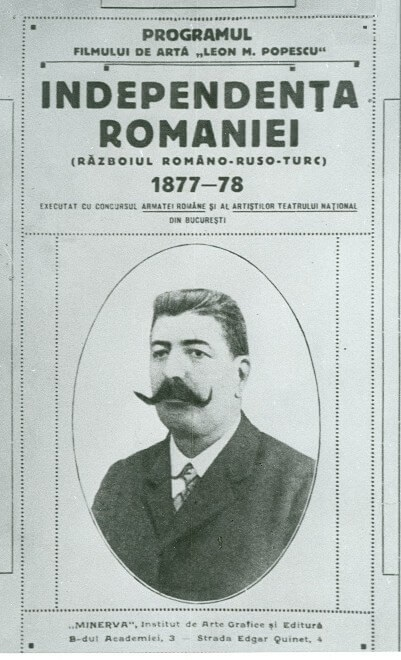
Programul filmului, având imaginea lui Leon Popescu pe copertă

Înainte de premiera oficială, filmul a fost proiectat de trei ori în țară. Prima dată s-a întâmplat cu câteva zile înainte de 3 iulie, pentru societarii ce nu fuseseră la Paris. Nicolae Soreanu s-a declarat foarte mulțumit de calitatea filmării „interioarelor”, păstrându-se rezervat în ceea ce privește exterioarele. Cea de-a doua proiecțe s-a desfășurat la Castelul Peleș, special pentru familia regală, în ziua de 17/30 iulie. Ultima avanpremieră a avut loc la 30 august, Leon Popescu invitând la ea „pe toți ofițerii garnizoanei, pe d. prefect al Capitalei, pe d. prefect al Poliției și întregul batalion de vânători [...] care aniversau, în acea zi, luarea Griviței”. Operatorul Eftimie Vasilescu își amintește că acest ultim spectacol a beneficiat și de o reprezentație sonoră, fiind adusă fanfara regimentului II Vânători, două tobe, douăzeci de soldați cu arme și cartușe oarbe, precum și un ofițer comandând o companie ce avea rolul să strige „Uraaa!” la fiecare asalt. Aceștia au fost plasați în spatele ecranului cinematografic, „stârnind un efect impresionant”.
Premiera a avut loc la 1 septembrie 1912, la cinematograful Eforiei din București. Deși acest spectacol nu a mai avut parte de aceeași coregrafie sonoră („doar un clavir și câteva flașnete”), succesul la public a fost triumfal, după cum observă toate sursele vremii. Filmul a rulat neîntrerupt 22 de zile la același cinematograf. Ulterior, a fost prezent pe afiș o săptămână la „Castelul cu Flori”, după care a fost rechemat la „Eforie”. Mai apoi a rulat și la „Gloria”. În martie 1913, filmul a fost relansat la cinema „Rahova”, cu muzică militară, apoi a continuat să ruleze la „Basarab” și „Marconi”. În aprilie același an trecea iarăși în centru, la „Grădina Blanduziei”. Ulterior, a mai rulat la „Arenele Romane” și la „Gioconda”. În vara lui 1914 îl găsim la cinema „Palace”. Pentru a prezenta filmul publicului, Leon Popescu a tipărit o broșură bogat ilustrată, totalizând 16 pagini. Aceasta era realizată în spiritul epocii, în care doar numele producătorului conta la public. Restul echipei era menționată în două rânduri: „executat cu concursul Armatei Române și al Artiștilor Teatrului Național din București”. Momentele esențiale ale filmului erau prezente în program alături de data exactă la care acestea avuseseră loc, în 1877.
Aprecierile criticilor au fost și ele unanim pozitive la început: „o grandioasă înviere a unei pagini de istorie”, „operă de patriotism luminat” etc. Cronicarul ziarului „Adevĕrul” nota în 3 septembrie: „am convingerea că filmul Independenței va sluji României, făcând lumii din ambele continente un curs emoționant al istoriei Renașterii noastre la viața de stat liber și de factor însemnat în politica din Balcani”. Ulterior, criticile au adoptat un ton mai rezervat, filmul fiind reevaluat după ce trecuse puterea primei impresii. În ziare precum „Viitorul”, sunt subliniate minusurile filmului: figurația neconvingătoare, șarjele reduse la 10-20 de călăreți, morții care învie doar pentru a muri din nou, după ce se feresc din calea cavaleriei.
Toți istoricii de astăzi sunt unanimi în a considera că este uimitor ce s-a putut realiza în acele condiții. Trebuie subliniată lipsa aproape totală a experienței, ținând cont că doar Grigore Brezeanu și Ar. Demetriade au mai avut contacte anterioare cu producția de film — însă și acesta cinematografieri de piese de teatru și feerii pentru proiecție teatrală. De asemenea, nici una dintre producțiile străine nu se îndreptase înspre direcția apucată de ei.
Cu toate acestea, succesul covârșitor la public a arătat că realizarea merită o notă bună, fiind făcută cum s-a putut mai bine în condițiile date. Succes a cunoscut și peste munți, la românii ungureni, și în străinătate.

### Reacțiile în provinciile românești din Imperiul Austro-Ungar

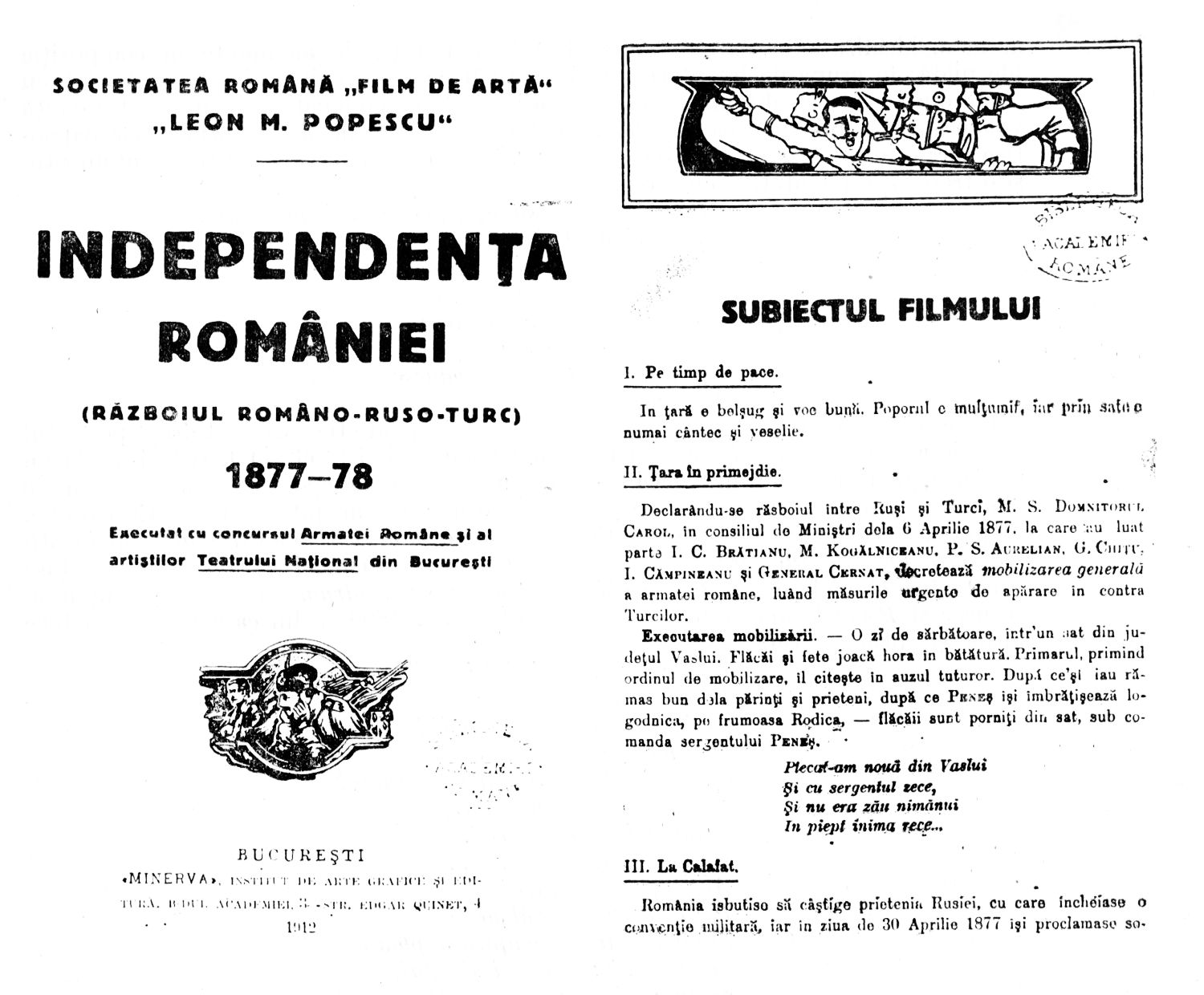
Primele pagini ale programului

În 1913, filmul de două ore a fost achiziționat de către casa de filme „Apollo” din Budapesta. Aceasta l-a distribuit și în principalele orașe din Banat și Transilvania, traducând și răspândind totodată programul de 16 pagini al lui Leon Popescu. Relatările ziariștilor locali surprind reacția românilor: „de mult nu s-a mai pomenit la noi, românii ungureni, un entuziasm ca cel ce s-a ridicat prin reprezentațiile filmului...” „În aceste două zile a dat publicul năvală asupra teatrului Olympia, având loc, la zi, 4 - 5 reprezentații. Mai ales marți, fiind și zi de târg, au venit și mulți săteni cari, desigur, au dus acasă la ai lor vestea minunei ce au văzut.”. Din Brașov, Petra Popescu scria că, pe lângă succesul pe care l-a avut producția, „cu filmul acesta facem mai mult decât zece volume în popor. E un delir la reprezentație...”.
Mai mult chiar, Manuela Gheorghiu relatează într-un studiu al său că „s-a întâmplat ca elanul transilvănenilor să se transforme la ieșirea din sălile de cinema în adevărate manifestații de stradă.”

### Reacțiile din străinătate
Casa de producție „Alter Ego” a realizat, în iunie-iulie 1912, mai multe vizionări de presă. Un publicist francez specializat în cinematografie, nota că toți realizatorii „au adus în arta de a grupa grafic, o măiestrie demnă de marii maeștri ai studiourilor noastre, în special în reconstituirea luptelor din jurul Griviței și ale Plevnei...”. Cronicarul revistei franceze „Ciné-Journal” scria în 29 iunie 1912 despre cinematograf că „cel mai frumos exemplu al nobilelor sale virtuți se afirmă cu o operă prodigioasă realizată în România de artiștii și regizorii Societății Filmelor de Artă din București”, iar „Le Figaro” nota în aceeași perioadă că „producția este amețitoare, marcând o epocă în cinematografie”.
După premieră, filmul — acum doar de 1.500 m — a rulat și la Budapesta și Viena (Austro-Ungaria) și Paris (Franța). După Georges Sadoul, Leon Popescu a realizat o mare publicitate acestuia și în Anglia. Astfel, filmul a repurtat succes în Europa Centrală, fiind interzis însă în Italia (conform lui Tudor Caranfil). Însă, în lucrarea sa, Manuela Gheorghiu-Cernat menționează că filmul a rulat și în Italia, alături de Germania și Rusia.

## Urmări

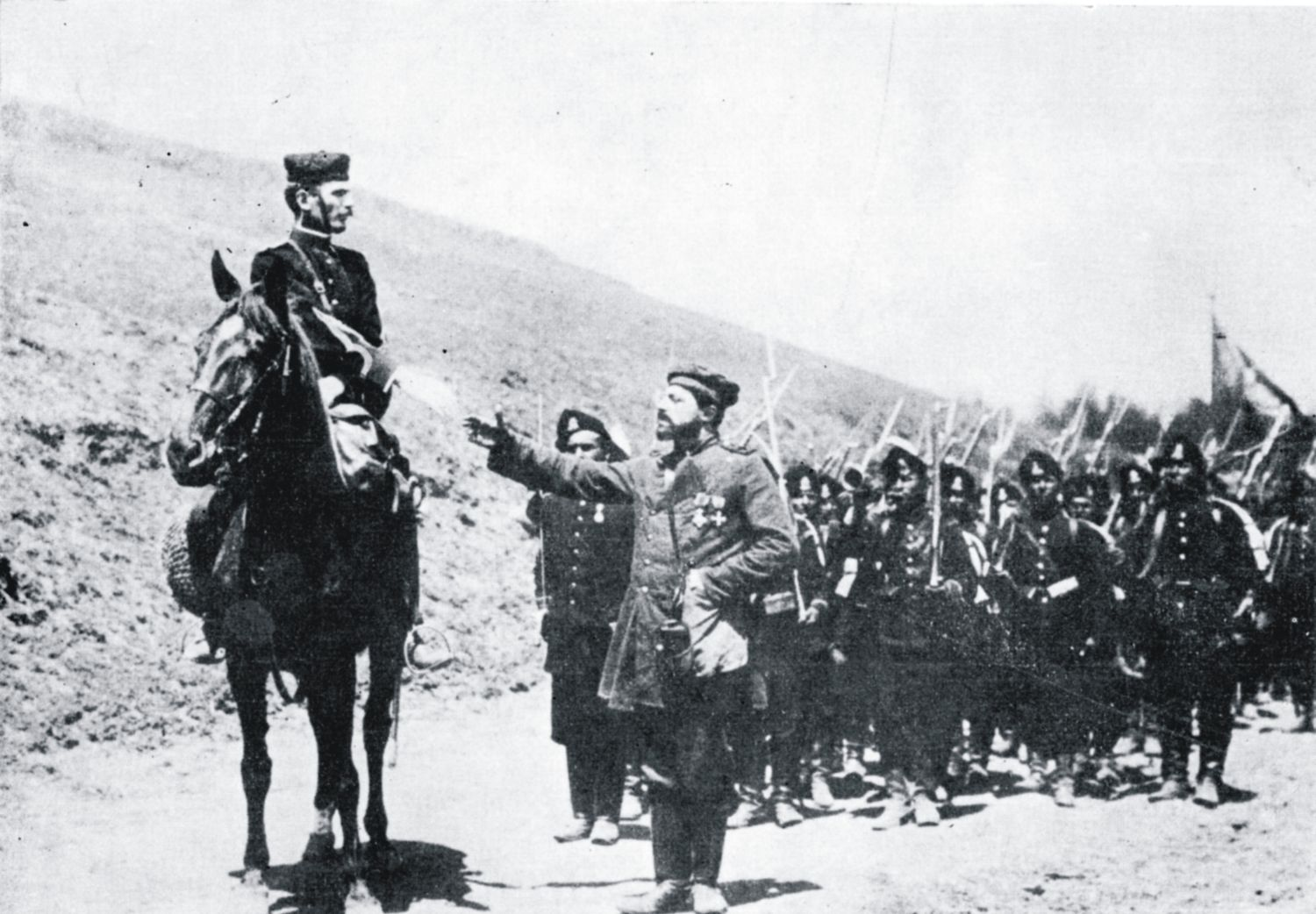
Scena întâlnirii dintre Peneș și compania rusească. Comandantul rus îi strânge mâna lui Peneș, apoi cu toții îi dau onorul

După ce echipa plecată la Paris a terminat montajul filmului, Popescu profită de lipsa temporară a lui Nottara, Demetriade și Gr. Brezeanu din București, și le propune lui Soreanu și Toneanu răscumpărarea drepturilor totale asupra filmului. În schimb, le oferea fiecăruia 15.000 de lei. La discuție a participat și generalul Aslan, fie doar în calitate de arbitru, fie și de părtaș la venituri. Constanța Demetriade îi scria soțului pe 3/16 iulie despre acceptul celor doi, spunând că motivul principal al lui Toneanu fusese acela că „nu are cine să se ocupe cu exploatarea filmului în provincie, fiind cu toții prinși la teatru”. În plus, dialogul purtat între Soreanu și Popescu se desfășurase pe un ton intolerabil, ce făcea imposibilă continuarea unei colaborări. În aceeași zi, Demetriade telegrafia la București că primește cei 15.000 cu condiția ca toți să fie „degajați de partea Liciu”. În scurtă vreme, Leon Popescu devenea proprietar peste film, singura problemă având-o ulterior cu Pascal Vidrașcu, așa cum am văzut mai sus.
Casa Regală a recunoscut meritele și succesul lui Gr. Brezeanu, conferindu-i acestuia medalia Bene-Merenti, clasa a II-a. Ar. Demetriade, P. Liciu și N. Soreanu fuseseră decorați și ei în 1910 cu aceeași medalie, dar cu o clasă superioară. 
Filantropia imprevizibilă a lui Leon Popescu îl făcuse pe acesta să acorde lui Vasile Toneanu, drept recompensă pentru efortul depus în realizarea filmului, un inel de aur masiv. Acesta avea gravată pe el stema țării și legenda „Film de Artă Român + Leon Popescu”. Constanța Demetriade primise în schimb un medalion de argint încrustat cu safir, ce avea scris pe o parte „Patria” (cu urmarea subînțeleasă „recunoscătoare”), iar pe cealaltă „Muma Răniților — Societatea Leon Popescu”.

### Epilog
În urma descoperirilor făcute în 1985 și a interpretării lor, Tudor Caranfil concluziona despre rolul lui Aristide Demetriade în realizarea filmului: „se dăruise timp de aproape un an creației filmului, îi scrisese scenariul, se frământase în căutarea unor idei și soluții, se zbătuse pentru a obține necesarul filmărilor, dusese o bună parte din povara regiei până în faza finisării la montaj, se luptase — exasperat de inerția și suspiciunea lui Leon Popescu — pentru a difuza peste hotare mărturia gloriei faptelor de arme a poporului său și artei actorilor români”. Avea să se mai dedice doar unor proiecte cinematografice de anvergură mai mică, în 1913: feeria „Scheci cu Jack Bill” și filmul de succes în epocă „Oțelul răzbună”.
Grigore Brezeanu avea idealuri mari: „visul meu ar fi să întemeiez o casă mare de filme. M-am încredințat însă că aceasta e imposibil”. În următorii doi ani nu a renunțat însă la cinematograf, fie deschizând cinematografe sau perfecționându-le tehnica, fie realizând câteva documentare despre România.
Leon Popescu a continuat producția de filme, în 1913 realizând cel puțin 12 titluri cu echipa Marioarei Voiculescu, în paralel cu jurnale periodice de știri. El voia „a face o editură de filme românești lucrate după scenarii românești [...], a deschide un nou teren de muncă și manifestare pentru artiștii noștri...”. Își dotase Teatrul Liric cu un studio și un cu laborator având aparatură modernă și oameni pricepuți în meserie, aduși din străinătate. Strânsese actori și scriitori de primă mână în jurul lui: Marioara Voiculescu, Gh. Storin, Ion Manolescu, Liviu Rebreanu, Emil Gîrleanu, Victor Eftimiu, Ion Minulescu, N. D. Cocea, Mihail Sorbul. Dar, cu excepția „Cetății Neamțului” (lansat în 1914), restul filmelor au fost sortite eșecului. Mai multe surse de epocă sugerează că refuzul angajării unui regizor profesionist a dăunat foarte mult acestei întreprinderi. În 1917, la Teatrul Liric, izbucnește un incendiu — gurile rele spun că focul a fost pus de mâna lui Popescu, nebun deja — care îi distruge acestuia toate peliculele filmate, cu excepția unei copii a „Independenței României”. Grație acestui fapt au supraviețuit pe peliculă și prin ea forțele creatoare ale unor artiști de mare clasă.

## Film despre film

Imagine din filmul Restul e tăcere

La 6 iulie 2006, regizorul Nae Caranfil (fiul lui Tudor Caranfil) a dat „primul tur de manivelă” filmului său Restul e tăcere. În acesta sunt istorisite peripețiile actorilor TNB legate de realizarea filmului, prin împletirea documentelor de epocă cu ficțiunea. Filmul a beneficiat de un buget record pentru ultimii 25 de ani în România, anume 2,4 milioane de euro, fiind de fapt un proiect vechi de 13 ani al lui Caranfil. Conform spuselor regizorului, cartea din 1988 a tatălui său l-a introdus în atmosfera Bucureștiului acelor ani: „Ce vremuri! Un enfant prodige de 19 ani, care amestecă frustrări și orgolii într-un proiect cinematografic de o ambiție gigantescă, invers proporțională cu statura lui! Un «producător» mesianic și vizionar care conversează direct cu Dumnezeu [...]! Ce vremuri”. Este de remarcat că în pofida informațiilor documentate din acea carte, Caranfil propagă la rându-i mitul „Grigore Brezeanu - regizor și scenarist”. 
Filmul îi are ca protagoniști principali pe Marius Florea Vizante (Grigore Ursache), Ovidiu Niculescu (Leon Negrescu), Ioana Bulcă (Aristizza), Radu Bânzaru, Valentin Popescu (Catargiu), Silviu Biriș (Raoul), Florin Zamfirescu (Nuțu Ferefide) și Nicu Mihoc (Anton Volbură). 
În martie 2007, peliculei i s-a realizat mixajul sonor la Hollywood, după care a revenit în țară pentru ultimul montaj. Premiera filmului s-a desfășurat în seara lui 7 martie 2008, la cinematograful CinemaPro din București. Au participat la eveniment: Daniel și Cătălin Mitulescu, Mircea Cărtărescu ș.a.